# مرد فیل‌نما (فیلم)
مرد فیل‌نما (به انگلیسی: The Elephant Man) یک فیلم زندگی‌نامه‌ای و درام آمریکایی-انگلیسی به کارگردانی دیوید لینچ که در سال ۱۹۸۰ منتشر شد. فیلم روایت زندگی تلخ جوزف مریک (در فیلم با نام جان مریک) را نشان می‌دهد. فیلم در زمان خود نامزد دریافت هشت جایزه اسکار از جمله بهترین فیلم شد که موفق به دریافت هیچ‌کدام نشد. این فیلم سیاه و سفید فیلمبرداری شده‌است و فیلمنامه آن هم اقتباسی از داستان «مرد فیل نما و خاطرات دیگر» نوشته سِر فردریک تروس بود.

## موضوع
جان مریک از بیماری عجیبی رنج می‌برد که به سبب آن، پوستش ضخیم و ناصاف شده و برآمدگی‌های بزرگی روی بدنش پیداست. او زندگی سختی داشته و همانند یک حیوان با او رفتار می‌شود تا اینکه دکتری به نام «فردریک ترویس» را ملاقات می‌کند و …

## داستان
فردریک تریوز، جراح بیمارستان سلطنتی لندن، جان مریکِ بدچهره و به‌ظاهر لال را در یک نمایش عجیب‌الخلقه‌های دوران ویکتوریا پیدا می‌کند. مدیر خشن نمایش، آقای بایتس، داستانی اغراق‌آمیز تعریف می‌کند مبنی بر اینکه مادر مریک توسط فیل‌ها مورد حمله قرار گرفته و فرزندی نیمه‌انسان، نیمه‌هیولا به دنیا آورده است. تریوز برای کسب شهرت از طریق کشف پزشکی، به بایتس پول می‌دهد تا مریک را برای معاینه به بیمارستان ببرد؛ مریک با کلاه‌هود برای حفظ حریم وارد می‌شود.
تریوز مریک را به همکارانش معرفی کرده و ناهنجاری‌های فیزیکی‌اش را توضیح می‌دهد. به‌ویژه، جمجمهٔ بدشکل او باعث می‌شود که نتواند دراز بکشد، چون در آن حالت دچار خفگی می‌شود. پس از سخنرانی، بایتس با بی‌رحمی او را کتک می‌زند، و مریک دوباره به بیمارستان فرستاده می‌شود. مسئول بخش، خانم مادرزهد، با اکراه از او مراقبت می‌کند، چرا که پرستاران دیگر از ظاهر مریک وحشت‌زده‌اند.
تریوز ابتدا گمان می‌برد که مریک دچار ناتوانی ذهنی است. اما رئیسش، آقای کار گام، اشاره می‌کند که در صورت درست بودن این تشخیص، مریک نمی‌تواند در بیمارستان بماند، چرا که آن‌ها «درمان‌ناپذیرها» را نمی‌پذیرند. اما روشن می‌شود که مریک در واقع باهوش است و توانایی سخن گفتن دارد، گرچه با دشواری زیاد. برای اثبات پیشرفت او، تریوز به او آموزش می‌دهد تا جملاتی ساده و بخشی از مزمور بیست‌وسوم را برای کار گام بازگو کند. مریک آن‌قدر عصبی است که نمی‌تواند روان صحبت کند و گام جلسه را ترک می‌کند. اما هنگام خروج، مریک با قرائت کامل مزمور بیست‌وسوم از حفظ، توانایی ذهنی و سواد خود را ثابت می‌کند. با آن‌که بیماری جسمی‌اش درمان‌ناپذیر است و از نظر ذهنی نیز سالم است، کار گام اجازه می‌دهد مریک در بیمارستان بماند.
تریوز کم‌کم دنیای مریک را گسترش می‌دهد. او ابزارهایی برای ساخت مدل کلیسای سنت فیلیپ به مریک می‌دهد. همچنین از او دعوت می‌کند با همسرش، اَن، چای بنوشد. آن‌ها عکس‌هایی از خانواده‌هایشان به یکدیگر نشان می‌دهند. مریک به اَن می‌گوید که احتمالاً باعث سرافکندگی مادرش بوده، اما امید دارد اکنون که دوستانی دارد، مادرش به او افتخار می‌کرده باشد؛ که باعث اشک ریختن اَن می‌شود. مریک نیز که از مهربانی مردم شوکه شده، گریه می‌کند.
جامعهٔ اشرافی به مریک علاقه‌مند می‌شود. بازیگر تئاتر، مَج کندال، نسخه‌ای از نمایش‌نامهٔ رومئو و ژولیت را به او هدیه می‌دهد. مریک به تئاتر علاقه‌مند است، اما هرگز نمایشی ندیده. او و کندال با هم دیالوگی عاشقانه از نمایش‌نامه اجرا می‌کنند که با بوسه‌ای پایان می‌پذیرد. همچنین ملکه ویکتوریا و شاهدخت الکساندرا مقدمات بستری دائم مریک در بیمارستان را فراهم می‌کنند. اما برخی مهمانان اشرافی، مریک را با انزجار می‌نگرند. مادرزهد که اکنون برای مریک احترام قائل است، درمی‌یابد که جامعهٔ ویکتوریایی کمک به مریک را نمایشی برای اثبات ارزش‌های مسیحی خود می‌داند؛ فیلم هر از گاهی بی‌تفاوتی جامعه به فقر را نیز برجسته می‌کند. او تریوز را با نمایش عجیب‌الخلقه‌های بایتس مقایسه می‌کند، که تأثیر عمیقی بر تریوز می‌گذارد.
فاجعه‌ای تازه رخ می‌دهد؛ جیم، یکی از کارکنان بیمارستان، شروع به فروش بلیت برای دیدن مریک و حتی آزار بدنی او می‌کند. بایتس با خرید یک بلیت، مریک را می‌رباید و به سیرکی در قاره می‌برد. مادرزهد جیم را اخراج می‌کند، اما آسیب وارد شده است.
سلامت مریک در اسارت به‌سرعت رو به وخامت می‌گذارد، و او در یکی از نمایش‌ها در بلژیک بیهوش می‌شود. بایتسِ مست برای تنبیه، او را با حیوانات در قفس می‌اندازد. دیگر اعضای نمایش سیرک او را نجات داده و به انگلستان بازمی‌گردانند. در ایستگاه لیورپول استریت، سه پسر نوجوان او را آزار می‌دهند. مریک فرار می‌کند و ناخواسته دختری را هل می‌دهد. مردم با خشم دنبالش می‌کنند. مریک، بی‌دفاع، فریاد می‌زند: «من فیل نیستم! من حیوان نیستم! من یک انسانم! من یک مرد هستم!» و بیهوش می‌شود. پلیس او را به بیمارستان بازمی‌گرداند.
تریوز درمی‌یابد که مریک در حال مرگ است، و می‌کوشد آخرین روزهایش را راحت‌تر کند. او بابت همهٔ رنج‌ها از مریک عذرخواهی می‌کند، اما مریک می‌گوید که به لطف تلاش‌های تریوز، احساس خوشبختی و رضایت دارد. تریوز پاسخ می‌دهد که مریک نیز به او کمک کرده است. شاهدخت الکساندرا او را به تماشای یک پانتومیم در جایگاه سلطنتی دعوت می‌کند؛ نخستین نمایشی که مریک می‌بیند. کندال این نمایش را به او تقدیم می‌کند. تریوز از او می‌خواهد چهره‌اش را به جمعیت نشان دهد، و حضار او را ایستاده تشویق می‌کنند.
در بیمارستان، تریوز و مریک شب‌به‌خیر می‌گویند و مریک ساخت مدل کلیسا را کامل می‌کند. سپس، همان‌گونه که همیشه آرزو داشت، دراز می‌کشد تا بخوابد. در لحظات مرگ، رؤیای مادرش را می‌بیند که شعر «هیچ‌چیز نمی‌میرد» از آلفرد، لرد تنیسون را برایش می‌خواند.

## پاسخ انتقادی
در جمع‌آوری نقد راتن تومیتوز، این فیلم بر اساس ۵۴ نقد، با میانگین امتیاز ۸٫۵ از ۱۰ را دارد. در متاکریتیک، فیلم میانگین وزنی دارد. امتیاز ۷۸ از ۱۰۰ بر اساس ۱۶ نقد منتقد، نشان دهنده بررسی‌ها به‌طور کلی مطلوب است.